# Kinuachdrachd
Kinuachdrachd är en by på ön Jura i Argyll and Bute, Skottland. Byn är belägen 12 km från Ardlussa. Den har 4 byggnader.